# Крушение на станции Гонжа
9 декабря 2001 года на станции Гонжа Забайкальской железной дороги произошло крушение с тяжёлыми последствиями в результате столкновения трёх грузовых поездов.

## Крушение
В 16:29 на первом участке удаления станции Гонжа по 2-му главному пути остановился грузовой поезд № 2516 под управлением локомотивной бригады, в составе машиниста Белоусова и помощника машиниста Шайдурова (депо приписки — Магдагачи). Причина остановки поезда была технической — на его электровозе ВЛ80С-780/798 (депо приписки — Могоча) произошло перекрытие поворотного и наклонного изоляторов главного выключателя.
Дежурная по станции (ДСП) Гонжа Петрова связалась с машинистом Поповым, который вёл шедший следом за 2516-м и подъезжавший к Гонже грузовой состав № 3004, и предупредила об остановке поезда № 2516 на следующем за Гонжой перегоне, в связи с чем выходной сигнал со 2-го главного пути был закрыт. Далее Петрова связалась с машинистом Кузнецовым, который вёл следовавший непосредственно за 3004-м грузовой поезд № 2126 и на тот момент находился у проходного светофора № 6, и предупредила его о закрытом входном светофоре (по причине вынужденной остановки поездов № 3004 на станции и № 2516 на следующем за Гонжой перегоне). Машинист Кузнецов подтвердил принятие информации о закрытом входном сигнале, поэтому ДСП вышла из помещения для встречи прибывавшего в Гонжу поезда № 3004. В 16:33 в Гонже у красного выходного сигнала станции на 2-м главном пути остановился прибывший поезд № 3004. Поезд полностью поместился на станции, а расстояние между его последним вагоном и позади расположенным входным светофором составляло 38 метров.
Следом за 3004-м к Гонже приближался поезд № 2126 весом 5281 т при длине 62 вагона (~870 м) и ведомый электровозом ВЛ80С-788/809 (депо приписки — Могоча, оборудован системами УКБМ, Л159 и системой от ухода назад усл. № 1227) под управлением локомотивной бригады из депо Магдагачи: машинист 2-го класса Ю. В. Кузнецов (1962 г.р., стаж 10 лет), и помощник машиниста С. А. Сонин (1983 г.р., стаж два месяца). При подходе к предвходному светофору с жёлтым огнём машинист Кузнецов отпустил тормоза на скорости 40 км/ч и превысил при этом давление в тормозной магистрали на 0,3 кг/см², таким образом нарушив инструкцию по тормозам (№ ЦТ-ЦВ-ЦЛ-ВНИИЖТ-277). После того как поезд № 2126 на скорости 35 км/ч проехал предвходной сигнал, а до закрытого входного оставалось 1400 метров, Кузнецов не стал снижать скорость, более того — на уклоне в 5 тысячных (1/200) № 2126 начал разгоняться. Помощник машиниста Сонин трижды докладывал машинисту о подходе к красному сигналу и даже периодически нажимал рукоятку бдительности, но при этом, видя что машинист не снижает скорость поезда, не предпринял никаких мер (например, дёрнуть стоп-кран) по предотвращению проезда запрещающего сигнала. Лишь за 335 метров от входного светофора, когда поезд разогнался уже до 50 км/ч, машинист Кузнецов наконец задействовал тормоза, применив поначалу тормозную ступень 0,7 кгс/см², а затем ещё две величиной 1,0 и 1,3 кгс/см². Однако при такой скорости даже при экстренном торможении тормозной путь составил бы 402 метра, а при полном служебном торможении — 424 метра. В результате, в 16:40 поезд № 2126 проехал запрещающий входной светофор станции Гонжа и на скорости 32 км/ч врезался в хвост поезда № 3004. От удара электровоз поезда № 2126 и 4 вагона поезда № 3004 сошли с рельсов, при этом 3 вагона (порожние) вышли за габарит и оказались на 1-м главном пути.
В момент, когда произошло столкновение поездов № 2126 и № 3004, через противоположную горловину на станцию Гонжа въезжал встречный транзитный грузовой поезд № 2805 весом 2746 т при длине 61 вагон (~855 м) и ведомый электровозом ВЛ80С-1408/1225 (депо приписки — Завитая) под управлением локомотивной бригады из депо Магдагачи (подменный пункт Сковородино), состоящей из машиниста И. В. Котова, и помощника машиниста А. А. Персина. Так как станция Гонжа находится в кривой, из-за чего станционные пути имеют сильный изгиб, то бригада следовавшего по 1-му главному пути поезда № 2805 не могла видеть полностью стоящий состав № 3004 и не подозревала об опасности. В результате, когда они увидели сошедшие вагоны, то расстояния для торможения уже не оставалось, поэтому бригада применила экстренное торможение и выбежала из кабины. В 16:43 поезд № 2805 левой стороной врезался в сошедшие вагоны, причём у электровоза ВЛ80С-1408/1225 от удара разрушило боковую стенку. Машинист Котов и помощник машиниста Персин погибли, так как находились в этот момент в боковом проходе.

## Расследование, последующие события
Расследовавшая происшествие специальная комиссия МПС РФ выяснила, что главной причиной крушения трёх грузовых составов явился проезд поездом № 2126 запрещающего входного сигнала станции Гонжа из-за позднего применения автотормозов машинистом Ю. В. Кузнецовым.
Также комиссией были установлены неудовлетворительная работа с кадрами, множественные нарушения внутриведомственных регламентов и инструкций в депо Магдагачи, на станции Гонжа и на других объектах Забайкальской железной дороги, неудовлетворительная организация труда и отдыха локомотивных бригад.
По результатам расследования машинист Ю. В. Кузнецов и его помощник С. А. Сонин были уволены и привлечены к уголовной ответственности. Также санкции коснулись и других работников Забайкальской железной дороги: начальник депо Магдагачи В. А. Колмыков, заместитель начальника Свободненского отделения дороги по кадрам и социальным вопросам А. П. Адаменко, заместитель начальника службы локомотивного хозяйства В. Г. Перфильев и начальник службы локомотивного хозяйства К. Н. Гунбин были привлечены к дисциплинарной ответственности; заместитель начальника депо Магдагачи по кадрам и социальным вопросам Н. В. Невенгловский и старший инспектор по тормозам службы локомотивного хозяйства Е. Н. Стусь были освобождены от занимаемых должностей.
Лауреат Государственной премии СССР машинист Р. В. Лобовкин, проанализировав в связи со столкновением в Гонже действие использовавшихся на тот момент локомотивных устройств безопасности ведения поезда (УКБМ, САУТ, КЛУБ), пришёл к выводу о наличии просчётов, допущенных разработчиками при их создании.
После крушения условия труда и быта машинистов депо Магдагачи были улучшены. Был построен новый жилой дом для семей железнодорожников, новое здание для больницы, пробурены артезианские скважины для бесперебойного обеспечения жителей Магдагачей водой.